# Rudniki (województwo opolskie)
Rudniki – wieś w Polsce położona w województwie opolskim, w powiecie oleskim, w gminie Rudniki, której miejscowość jest siedzibą. Leży na terenie historycznej ziemi wieluńskiej.
W latach 1975–1998 miejscowość administracyjnie należała do województwa częstochowskiego.
Przed 2023 r. częścią wsi była Teodorówka.

## Historia
Miejscowość historycznie należała do ziemi wieluńskiej. Ma metrykę średniowieczną i istnieje co najmniej od XIV wieku. Pierwsze pewne wzmianki o miejscowości zapisane zostały w 1381, gdzie wymieniono ją jako „Rudniki in terra Welusiensis” – (pol. „Rudniki w ziemi wieluńskiej”) .
W źródłach pisanych pochodzi z 1381 roku i wymieniona jest w dokumencie lokacyjnym Władysława Opolczyka dla wsi Wierzbie, jako wioska oddalona o 20 km na południe od Wielunia. Dzieje Rudnik ściśle związane są z dziejami parafii, która prawdopodobnie powstała w 1397 roku jako parafia pod wezwaniem św. Mikołaja.
Wieś od końca XIV wieku znajdowała się w prywatnym posiadaniu jako szlachecka. W ciągu następnych wieków największe zasługi dla rozwoju Rudnik wniosły następujące rody:
- Bechciccy z Bechcic, którzy zakupiwszy tutejszy majątek zaczęli nazywać się Rudnickimi i nadal używać herbu rodu Lisów;
- Grodzieccy z Wyszyny, dziedzice rudniccy z XVII wieku, którzy przyczynili się do ostatecznego ustalenia granic swojej posiadłości;
- Masłowscy, fundatorzy modrzewiowego dworu z 1666 roku, budowniczowie obecnego kościoła parafialnego;
- Miączyńscy, ostatni dziedzice Rudnik pochowani na miejscowym cmentarzu.

Wieś została odnotowana w historycznych dokumentach prawnych, własnościowych i podatkowych. Jeden z nich w 1386 odnotowuje darowiznę niejakiej Rejczowej, która ofiarowała klasztorowi augustianek w Wieluniu posiadłość, jaką miała tytułem zastawu w Rudnikach. W 1399 Albert „Oczesna” wraz z żoną Kachną zastawił wieś za 30 grzywien Stanisławowi i Krystkowi z Rudzka. W 1459 odnotowano zakup  Kuźnicy Rudnickiej przez sołtysa Rudnik Bieniarza za kwotę 45 grzywien i 7 florenów. W 1473 król polski Kazimierz IV Jagiellończyk zapisał Małgorzacie, wdowie po Zbigniewie z Góry, 600 grzywien m.in. na Rudnikach .
Na początku XVI wieku wymienia ją Liber beneficiorum archidiecezji gnieźnieńskiej spisany przez Jana Łaskiego. W 1511 wieś liczyła 6 łanów, a w 1518 łanów było 5. W 1552 w miejscowości gospodarowało 21 kmieci. Funkcjonowały w niej 3 młyny, a czwarty był w budowie. Do wsi przynależała również kuźnia – Kuźnica Rudnicka. W 1553 Rudniki liczyły 5 łanów. W 1520 2 łany należały do plebana, a reszta do zagrodników. Płacili oni dziesięcinę snopową od jednego kmiecia wolnego, a z ról opustoszałych i z sołectwa plebanowi, natomiast kmiecie płacili kanonikowi wieluńskiemu dziesięcinę w wysokości dwóch grzywien .
Obecny kościół parafialny, wybudowany w 1830 roku jest już trzecim z kolei. Wcześniej funkcjonowały dwa, „drewniane, ze starości upadające”. Fundatorem obecnego kościoła był ks. Piotr Celestyn Westerowski, kanonik kielecki zmarły w 1822 roku.
Nie są znane informacje dotyczące wyglądu pierwszego rudnickiego kościoła, aczkolwiek na podstawie dokumentu z 1688 roku wiadomo, iż były w nim trzy bogato zdobione ołtarze. W 1691 roku w Rudnikach wybudowany został drugi kościół, także drewniany, konsekrowany 8 IX 1763 roku przez ks. bpa Ignacego Kozierowskiego. Kościół ten rozebrano po wybudowaniu obecnej, murowanej świątyni, a z uzyskanego drzewa postawiono kaplicę pod wezwaniem św. Krzyża na miejscowym cmentarzu, zniszczoną przez Niemców w 1942 roku.
We wsi znajduje się kościół pod wezwaniem św. Mikołaja zbudowany w 1830 w stylu klasycystycznym oraz pomnik ku czci poległych i pomordowanych mieszkańców gminy w okresie terroru hitlerowskiego.
W okresie międzywojennym stacjonowała w miejscowości placówka Straży Celnej II linii „Rudniki”.

## Parafia Kościoła rzymskokatolickiego
Pierwsza wzmianka o parafii w Rudnikach pochodzi z 1397 roku, wybudowano wówczas pierwszy kościół parafialny.
Fundatorką obecnego kościoła była Tekla Masłowska (dziedziczka, mieszkająca w Rudnikach).

## Transport
Przez Rudniki przebiegają drogi krajowe:
- relacji Częstochowa – Kłobuck – Krzepice – Wieluń
- relacji Namysłów – Kluczbork – Pajęczno – Radomsko – Starachowice